# Publi Muci Escèvola (cònsol 133 aC)
Publi Muci Escèvola (en llatí: Publius Mucius Scaevola) va ser un jurista i magistrat romà del segle ii aC. Era probablement fill de Publi Muci Escèvola (cònsol 175 aC) i formava part de la gens Múcia, una antiga família romana. Sext Pomponi diu que Publi Muci, Marc Manili i Marc Juni Brutus van ser els tres fundadors del ius civile, el dret civil romà.
Escèvola va ser tribú de la plebs l'any 141 aC i va encausar a Luci Hostili Túbul per mala administració com a pretor. L'any 136 aC va ser pretor urbà i el 133 aC va ser elegit cònsol amb Luci Calpurni Pisó.
A petició d'Escipió Nasica es va oposar al segon tribunat de Tiberi Grac, però va declarar que ho faria de forma suau, ja que no volia ser el primer a utilitzar la violència ni condemnar a mort a cap ciutadà sense judici. El seu col·lega al consolat era absent a Sicília on feia la guerra als esclaus. Mort Tiberi Grac, Escèvola va aprovar la conducta d'Escipió Nasica que es diu que va ser el principal responsable de la mort de Grac.
Va ser pontífex màxim, en substitució del seu germà Publi Licini Cras Dives Mucià, que havia mort aquell any. Va viure pel cap baix fins després de la mort de Gai Grac, el 121 aC, puix que va resoldre temes de l'herència de Licínia, l'esposa de Gai Grac.
Ciceró explica que dels primers temps de la història de Roma fins a l'època d'Escèvola, era costum que el Pontifex Maximus posés per escrit en una tauleta tots els successos de cada any, i l'exposava a casa seva a disposició del públic. I continua dient que el recull d'aquestes tauletes eren els Annales Maximi, una font important pels historiadors.
Va ser un destacat advocat que tenia un gran coneixement del Ius Pontificium. Era considerat també un gran jugador de pilota, i es distingia per la seva habilitat en el joc de taula anomenat Duodecim Scripta. Pomponi Àtic diu que va escriure deu llibrets (libelli) sobre matèries legals. Diversos juristes el mencionen com a referència.
El seu fill Quint Muci Escèvola va ser també un jurista reconegut.